# Телеграфні рівняння
Телеграфні рівняння - система диференціальних рівнянь з частинними похідними, що описують розповсюдження сигналу в довгій лінії. Характерною особливістю довгих ліній є те, що для них необхідно враховувати ефекти запізнювання - скінченну швидкість розповсюдження електромагнітного поля. Вперше телеграфні рівняння отримав у 1880-х роках Олівер Хевісайд.

Еквівалентна схема елемента довгої лінії.

Довгі лінії характеризуються розподіленими характеристиками: розподіленою індуктивністю L, розподіленою ємністю С, розподіленим опором провідників R та розподіленню провідністю G діелектрика, що розділяє провідники.
Телеграфні рівняння з урахуванням втрат мають вигляд:
{\displaystyle {\frac {\partial V(x,t)}{\partial x}}=-L{\frac {\partial I(x,t)}{\partial t}}-RI(x,t)}
{\displaystyle {\frac {\partial I(x,t)}{\partial x}}=-C{\frac {\partial V(x,t)}{\partial t}}-GV(x,t)}
де I(x,t) - залежна від координати та часу сила струму в лінії, а V(x,t) - різниця потенціалів між провідниками.
Телеграфні рівняння належать до хвильових рівнянь. Швидкість розповсюдження сигналу в лінії, для якої можна знехтувати втратами, визначається розподіленими ємністю та індуктивністю і дорівнює: 
{\displaystyle v={\frac {1}{\sqrt {LC}}}}.